# Abolicionističko poučavanje
Abolicionističko poučavanje, također poznato kao abolicionistička pedagogija, skup je praksi i pristupa poučavanju koji naglašavaju ukidanje obrazovnih praksi koje zagovornici smatraju samim po sebi problematičnima i opresivnima. Izraz je skovala profesorica obrazovanja i kritička teoretičarka Bettina Love.
Zagovornici ovog pristupa kritizirali su polaganje ispita i zabrane varanja, te umanjili naglasak na tradicionalnim programima pismenosti i poboljšanja matematike. Privatne organizacije koje rade pod zastavom abolicionističkog poučavanja potaknule su kontroverze donoseći progresivnu politiku i aktivizam u učionice, uključujući promicanje stajališta protiv policije, kapitalizma i Izraela.

## Definicija
Abolicionističko poučavanje ima svoje korijene u kritičkoj pedagogiji, intersekcijskom feminizmu i abolicionističkom djelovanju. Definira se kao »predanost težnji obrazovnoj slobodi« i težnji za obrazovnim sustavom u kojem učenici napreduju, a ne samo »preživljavaju«. Bettina Love nadalje napominje da je to nužna nadopuna kritičkoj pedagogiji, jer je pedagogija najučinkovitija kada je uparena s učiteljima koji se bore za »jednakost i pravdu učenika«. Ova metoda poučavanja navodi se kao metoda za borbu protiv sustavne opresije, rasnog nasilja, puta od škole do zatvora, oslanjanja na polaganje testova i svih ostalih dijelova sustava koje Bettina Love naziva „obrazovnim kompleksom preživljavanja”. Dr. Loretta LeMaster i Meggie Mapes primjećuju da „umjesto kaznenih mjera, abolicionistička pedagogija zahtijeva preispitivanje načina na koji se priče o varanju izvode te kojoj svrsi i čijim interesima te priče služe.”
Neki znanstvenici, poput Denise Blum, zalagali su se za neo-abolicionističku pedagogiju u obrazovnim institucijama, dodatni prostor za obradu emocionalnih odgovora i raspravu o društvenim pozicijama kako bi se spriječili neproduktivni osjećaji krivnje ili sažaljenja koji dodatno izdvajaju imigrante.

## Teorijski, povijesni i aktivistički kontekst
Abolicionističko poučavanje nadahnuto je crnačkom feminističkom teorijom, abolicionističkom teorijom i izravnim djelovanjem. Pojam se može pratiti unatrag do rada Bettine Love iz 2019. naziva We Want to Do More Than Survive: Abolitionist Teaching and the Pursuit of Educational Freedom. Bettina Love, izvanredna profesorica obrazovanja na Sveučilištu u Georgiji, definira abolicionističku nastavu kao nastavu s ciljem intersekcijske društvene pravde za pravedne učionice koje vole i prihvaćaju djecu druge boje kože.
Na njega snažno utječe intersekcionalnost, okvir koji se fokusira na to kako križanje višestrukih identiteta osobe utječe na privilegiju ili diskriminaciju koju doživljava. Neke od tih osobina uključuju spol, seksualnost, rasu, etničku pripadnost, nacionalnost, vjeru i invaliditet. Abolicionistička učenja izrastaju iz pokreta za ukidanje zatvora, koji dolazi iz abolicionističkog pokreta.
Pokret za ukidanje zatvora vidi zatvorski sustav kao novi oblik ropstva koji se mora ukinuti kako bi se potlačene zajednice oslobodile. Ovaj se okvir izravno primjenjuje na druge represivne sustave, poput obrazovanja, koji upravljaju članovima društva. Ovo se oslanja na Foucaultovu ideju da se disciplina razvija tijekom vremena, kako u kaznenom sustavu tako i u školama.
Rad feministice i znanstvenice Bell Hooks također utječe na abolicionističko učenje. Njena knjiga iz 1994., Teaching to Transgress: Education as the Practice of Freedom, potiče edukatore da uče učenike da „prekorače rasne i klasne granice” kako bi težili slobodi. Također je objavila Teaching Community: A Pedagogy of Hope 2004. U ovoj knjizi, kao i u Teaching to Transgress, Hooks savjetuje učitelje da učionicu učine životnom, radosnom i ekspanzivnom. Ona potiče učenike i nastavnike na partnerski rad, kako bi međusobno oslobodili jedni druge.
Bell Hooks je pisala pod utjecajem brazilskog pedagoga Paula Freirea, čiji je roman Pedagogija obespravljenih kritizirao „bankarski model obrazovanja” i predložio kritičku pedagogiju za uključivanje učenika kao su-stvaratelja znanja. On tvrdi da kroz obrazovanje studenti mogu probuditi kritičku svijest ili conscientização, koja će ih osnažiti da pozitivno utječu na svoje zajednice.

## Daljnje čitanje
- Alexander, Patrick Elliot. 4. lipnja 2020. Radical Togetherness: African-American Literature and Abolition Pedagogy at Parchman and Beyond. Humanities (engleski). 9 (2): 49. doi:10.3390/h9020049. ISSN 2076-0787
- Caraballo, Limarys; Martinez, Danny C.; Paris, Django; Alim, H. Samy. Svibanj 2020.  Caraballo, Limarys; Martinez, Danny C. (ur.). Culturally Sustaining Pedagogies in the Current Moment: A Conversation With Django Paris and H. Samy Alim. Journal of Adolescent & Adult Literacy (engleski). 63 (6): 697–701. doi:10.1002/jaal.1059. ISSN 1081-3004
- Del Prete, Antonio; Lea, Babatunde; Ware, Molly; Lea, Mayana; Srikantahrajah, Janani S. 2014. CHAPTER EIGHT: Alternative, Critical Multicultural, Abolitionist Pedagogies That Facilitate Critical Literacies. Counterpoints. 414: 141–169. ISSN 1058-1634. JSTOR 45184514
- Dunn, Damaris C.; Chisholm, Alex; Spaulding, Elizabeth; Love, Bettina L. 4. svibnja 2021. A Radical Doctrine: Abolitionist Education in Hard Times. Educational Studies (engleski). 57 (3): 211–223. doi:10.1080/00131946.2021.1892684. ISSN 0013-1946
- Faison, Morgan Z.; McArthur, Sherell A. 8. kolovoza 2020. Building Black worlds: revisioning cultural justice for Black teacher education students at PWIs. International Journal of Qualitative Studies in Education (engleski). 33 (7): 745–758. doi:10.1080/09518398.2020.1754489. ISSN 0951-8398
- Gardner, Roberta Price; Osorio, Sandra L.; McCormack, Shashray. 3. srpnja 2021. Creating spaces for emotional justice in culturally sustaining literacy education: Implications for policy & practice. Theory into Practice (engleski). 60 (3): 301–311. doi:10.1080/00405841.2021.1911578. ISSN 0040-5841
- Hoffman, Julie Wasmund; Martin, Jennifer L. 8. kolovoza 2020. Abolitionist Teaching in an Urban District: A Literacy Coup. Urban Education (engleski): 004208592094393. doi:10.1177/0042085920943937. ISSN 0042-0859
- Hytten, Kathy; Stemhagen, Kurt. Travanj 2021. Democratic Theory's Evasion of Race. Educational Theory (engleski). 71 (2): 177–202. doi:10.1111/edth.12472. ISSN 0013-2004
- Jones, Stephanie P; Osler, John S III. Ožujak 2021. Disrupting the Teacher Character in Young Adult Literature. English Journal, High School Edition. 110: 111–114. ProQuest 2501513034 Prenosi ProQuest
- Lawrence, Charles R. 2015. The Fire This Time: Black Lives Matter, Abolitionist Pedagogy and the Law. Journal of Legal Education. 65 (2): 381–404. ISSN 0022-2208. JSTOR 26453467
- Navarro, Oscar. 2020. Centering Wellness and Fostering Interconnectedness with Future Educators of Color during a Global Pandemic and Racial Justice Uprising. Issues in Teacher Education (engleski). 29: 54–64. ISSN 1536-3031
- Rodríguez, Dylan. 2010. The Disorientation of the Teaching Act: Abolition as Pedagogical Position. The Radical Teacher (88): 7–19. doi:10.1353/rdt.2010.0006. ISSN 0191-4847. JSTOR 10.5406/radicalteacher.1.88.0007
- Shaw, Shelby A. 2017. Gender's Role in Abolitionist Pedagogy: A Fictionalized Autoethnography. PhD Dissertation, University of Rhode Island. doi:10.23860/diss-shaw-shelby-2017
- Whynacht, Ardath; Arsenault, Emily; Cooney, Rachael. 2018. Abolitionist Pedagogy in the Neoliberal University: Notes on Trauma-Informed Practice, Collaboration, and Confronting the Impossible. Social Justice. 45 (4 (154)): 141–162. ISSN 1043-1578. JSTOR 26873828